# Camellia Bowl 2016
Match précédent Match suivant
Le Camellia Bowl 2016 est un match de football américain de niveau universitaire joué après la saison régulière de 2016, le 17 décembre 2016 au Cramton Bowl de Montgomery dans l'Alabama.
Il s'agit de la 3e édition du Camellia Bowl.
Le match a mis en présence les équipes des Mountaineers d'Appalachian State issue de la Sun Belt Conference et des Rockets de Toledo issue de la Mid-American Conference.
Il a débuté à 16 h 37 locales et a été retransmis en télévision sur ESPN.
Sponsorisé par la société Raycom Media, le match est officiellement dénommé le Raycom Media Camellia Bowl.
Appalachian State gagne le match sur le score de 31 à 28.

## Présentation du match
| Équipes                                                                          | Conférences | Entraîneurs       | Stats. saison rég. | Classements avant le bowl (CFP/AP/Coaches) |
| -------------------------------------------------------------------------------- | ----------- | ----------------- | ------------------ | ------------------------------------------ |
| Mountaineers d'Appalachian State                                                 | Sun Belt    | Scott Satterfield | 9-3                | NC                                         |
| Rockets de Toledo                                                                | MAC         | Jason Candle      | 9-3                | NC                                         |
| Arbitre : Ken Antee (C-USA) Équipe donnée favorite par les bookmakers : Égalité. |             |                   |                    |                                            |

Il s'agit de la toute 1re rencontre entre ces deux équipes.

### Appalachian State
Avec un bilan global en saison régulière de 9 victoires pour 3 défaites, Appalachian State est éligible et accepte l'invitation pour participer au Camellia Bowl de 2016. Ils terminent 1er de la Sun Belt Conference.
À  l'issue de la saison 2016 (bowl compris), ils n'apparaissent pas dans les classements CFP , AP et Coaches.
Il s'agit de leur 2e participation au Camellia Bowl puisqu'ils avaient remporté le Camellia Bowl 2015 31 à 29 contre les Bobcats de l'Ohio.

### Toledo
Avec un bilan global en saison régulière de 9 victoires pour 3 défaites, Toledo est éligible et accepte l'invitation pour participer au Camellia Bowl de 2016.
Ils terminent 2e de la division West de la Mid-American Conference derrière # 12 Western Michigan, avec un bilan en division de 6 victoires pour 2 défaites.
À l'issue de la saison 2016 (bowl compris), ils n'apparaissent pas dans les classements CFP , AP et Coaches.
Il s'agit de leur toute 1re participation au Camellia Bowl

## Résumé du match
| QT          | Temps       | Drive       | Drive       | Drive       | Équipe      | Description de l'action | Score | Score |
| QT          | Temps       | Jeux        | Yards       | TDP         | Équipe      | Description de l'action | APP   | TOL   |
| ----------- | ----------- | ----------- | ----------- | ----------- | ----------- | --- | ----- | ----- |
| 1           | 08:31       | 10          | 72          | 03:56       | APP         | TD de 16 yards par WR Delton Hopkins à la suite d'une réception de passe de QB Taylor Lamb + 1 point de conversion par K Michael Rubino   | 7     | 0     |
| 1           | 06:59       | 4           | 75          | 01:32       | TOL         | TD de 15 yards par TE Michael Roberts à la suite d'une réception de passe de QB Logan Woodside + 1 point de conversion par K Jameson Vest | 7     | 7     |
| 2           | 06:03       | 7           | 93          | 03:23       | APP         | TD à la suite d'une course de 13 yards par RB Marcus Cox + 1 point de conversion par K Michael Rubino                                     | 14    | 7     |
| 2           | 02:45       | 2           | 51          | 00:19       | TOL         | TD à la suite d'une course de 26 yards par RB Kareem Hunt + 1 point de conversion par K Jameson Vest                                      | 14    | 14    |
| 3           | 08:04       | 9           | 69          | 04:01       | APP         | TD à la suite d'une course de 13 yards par RB Taylor Lamb + 1 point de conversion par K Michael Rubino                                    | 21    | 14    |
| 3           | 02:30       | 14          | 75          | 05:34       | TOL         | TD de 4 yards par WR Cody Thompson à la suite d'une réception de passe de QB Logan Woodside + 1 point de conversion par K Jameson Vest    | 21    | 21    |
| 3           | 02:16       | -           | -           | -           | APP         | TD à la suite d'un retour de kickoff sur 94 yards par RB Darrynton Evans + 1 point de conversion par K Michael Rubino                     | 28    | 21    |
| 3           | 00:43       | 5           | 75          | 01:33       | TOL         | TD à la suite d'une course d'1 yard par RB Kareem Hunt + 1 point de conversion par K Jameson Vest                                         | 28    | 28    |
| 4           | 05:14       | 6           | 35          | 03:26       | APP         | FG de 39 yards par K Michael Rubino | 31    | 28    |
| Score final | Score final | Score final | Score final | Score final | Score final | Score final | 21    | 14    |

## Statistiques
| Statistiques par Équipes               | Statistiques par Équipes | Statistiques par Équipes |
| Statistiques                           | APP                      | TOL                      |
| -------------------------------------- | ------------------------ | ------------------------ |
| 1er downs                              | 25                       | 14                       |
| Conversion de 3e Down                  | 8/19                     | 4/12                     |
| Conversion de 4e Down                  | 1/2                      | 0/0                      |
| Jeux–yards                             | 82 jeux pour 416 yards   | 54 jeux pour 374 yards   |
| Yards à la course                      | 297                      | 127                      |
| Yards à la passe                       | 119                      | 247                      |
| Passes : Réussies-Tentées-Interceptées | 14/33, 0 int.            | 18/26, 0 int.            |
| Réussite en zone rouge/chances         | 3/4                      | 3/4                      |
| TD                                     | 4                        | 4                        |
| Field Goals                            | 1/1                      | 0/1                      |
| Sacks (Nombre-Yards gagnés)            | 2/8                      | 1/8                      |
| Fumbles (Nombre/Perdus)                | 0/0                      | 0/0                      |
| Pénalités (Nombre/Yards perdus)        | 2/21                     | 7/62                     |
| Temps de possession                    | 35:44                    | 24:16                    |

| Meilleur Joueur (MVP) | Meilleur Joueur (MVP) | Meilleur Joueur (MVP) |
| --------------------- | --------------------- | --------------------- |
| Nom                   | Équipe                | Poste                 |
| Taylor Lamb           | Appalachian State     | QB                    |

| Statistiques Individuelles | Statistiques Individuelles | Statistiques Individuelles                                              |
| -------------------------- | -------------------------- | ----------------------------------------------------------------------- |
| Quaterbacks                |                            |                                                                         |
| APP                        | Lamb, Taylor               | 14/32 passes réussies, 119 yards gagnés, 1 TD, 0 int., QB Rating=85.3   |
| TOL                        | Woodside, Logan            | 18/26 passes réussies, 247 yards gagnés, 2 TDs, 0 int., QB Rating=174.4 |
| Meilleurs Coureurs         |                            |                                                                         |
| APP                        | Cox, Marcus                | 22 courses pour 143 yards nets gagnés et 1 TD                           |
| TOL                        | Hunt, Kareem               | 22 courses pour 120 yards nets gagnés et 2 TDs                          |
| Meilleurs Receveurs        |                            |                                                                         |
| APP                        | Lewis, Ike                 | 2 réceptions pour 24 yards, 0 TD                                        |
| TOL                        | Jones, Corey               | 6 réceptions pour 72 yards, 0 TD                                        |
| Meilleurs Tackleurs        |                            |                                                                         |
| APP                        | Law, John                  | 11 tacles solo et 6 assistes                                            |
| TOL                        | Taafe, Tyler               | 12 tacles solo et 2 assistes                                            |